# Hódaru
A hódaru (Grus leucogeranus) a madarak osztályának a darualakúak (Gruiformes) rendjébe, azon belül a darufélék (Gruidae) családjába tartozó faj.

## Előfordulása
Oroszországban Jakutföldön és Szibéria nyugati részén költ, telelni Afganisztán, Azerbajdzsán, Kína, India, Irán, Kazahsztán, Dél-Korea, Mongólia, Pakisztán és Türkmenisztán területére vonul. Kóborlásai során eljut Hongkongba, Japánba és Üzbegisztánba is. A természetes élőhelye édesvízi mocsarak, lápok, tavak, folyók és patakok környéke, valamint szántók.

## Megjelenése
Testhossza 140 centiméter. A felnőttek tollazata hófehér, kivéve piros arcrészét.
|  |

## Életmódja
A tápláléka elsősorban hajtásokból, gyökerekből, magvakból és gumókból áll, de eszik rovarokat, halakat és bizonyos rágcsálókat is.

## Szaporodása
25-60 centiméteres vízbe, egy nagy halom fűből és sásból építi 50-80 centiméter átmérőjű fészkét. Általában május végén, hogy június közepén rakja le két tojásból álló fészekalját.

## Külső hivatkozás
- ↑ Images.google.hu:  Képek az interneten a fajról
- ↑ Ibc.lynxeds.com:  Internet Bird Collection - videók a fajról. [2012. február 12-i dátummal az eredetiből archiválva].